# Zabłędza
Zabłędza [pronunciación en polaco: /zaˈbwɛnd͡za/] es un pueblo ubicado en el distrito administrativo de Gmina Tuchów, dentro del Condado de Tarnów, Voivodato de Pequeña Polonia, en Polonia del sur. Se encuentra aproximadamente a 4 kilómetros al norte de Tuchów, a 13 kilómetros al sureste de Tarnów, y a 82 kilómetros al este de la capital regional Kraków.
El pueblo tiene una población aproximada de 834 habitantes.